# Bucciano
Bucciano est une commune italienne de la province de Bénévent, dans la région Campanie.

## Administration

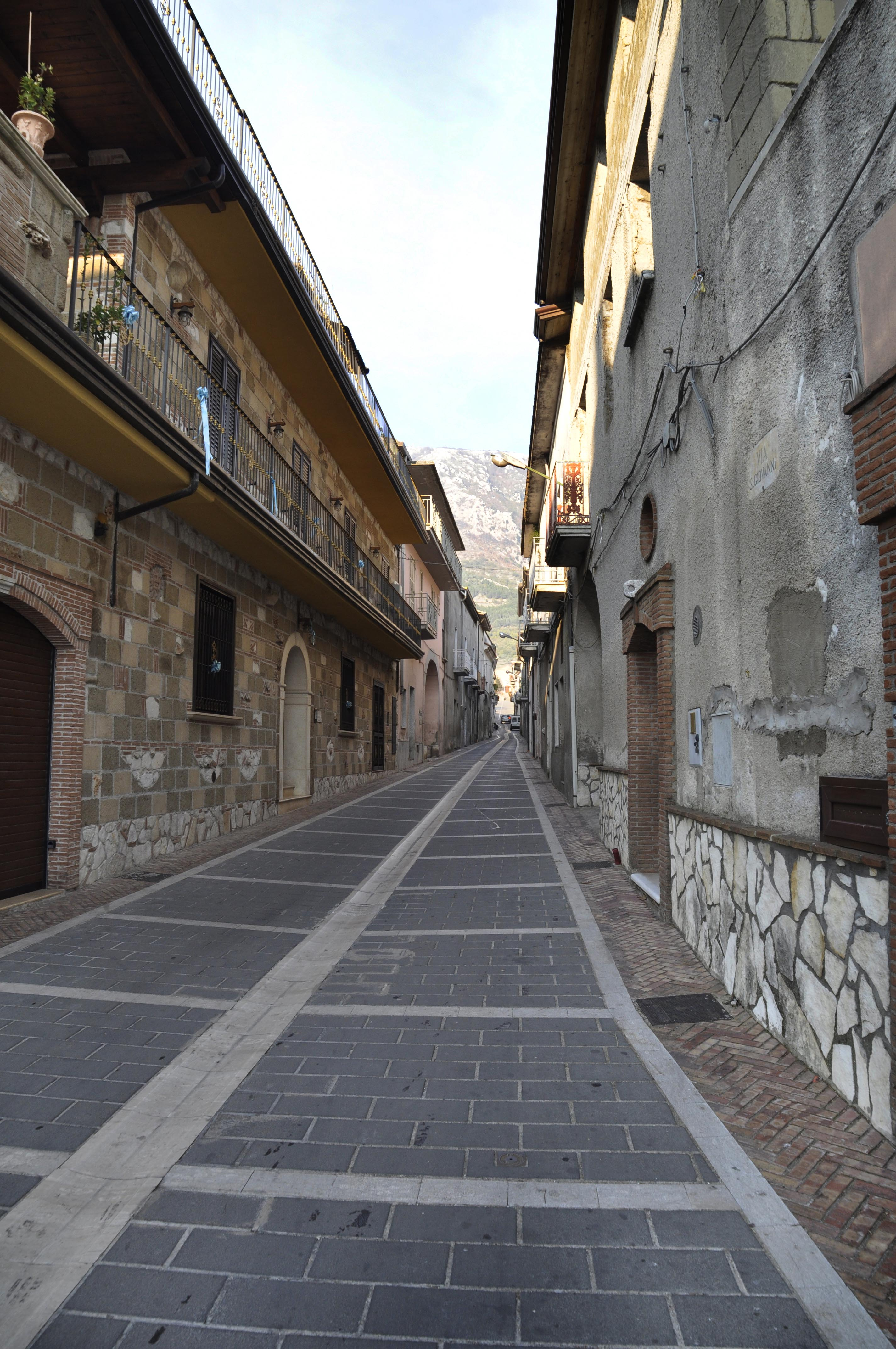
Une rue de Bucciano

| Période                                  | Période | Identité | Étiquette | Qualité |
| ---------------------------------------- | ------- | -------- | --------- | ------- |
|                                          |         |          |           |         |
| Les données manquantes sont à compléter. |         |          |           |         |

### Communes limitrophes
Airola, Bonea, Moiano, Tocco Caudio